# Museu Kröller-Müller
O Museu Kröller-Müller (língua neerlandesa: [krɵlərˈmylər myˌzeːjɵm]) é um museu de arte nacional e parque de esculturas, localizado no Parque Nacional Hoge Veluwe em Otterlo nos Países Baixos. O museu, fundado pela colecionadora de arte Helene Kröller-Müller nos extensos terrenos da antiga propriedade dela e de seu marido (agora o então parque nacional), foi inaugurado em 1938. Detém a segunda maior coleção de pinturas de Vincent van Gogh, depois do Museu Van Gogh. O museu teve 380.000 visitantes em 2015.

Galeria
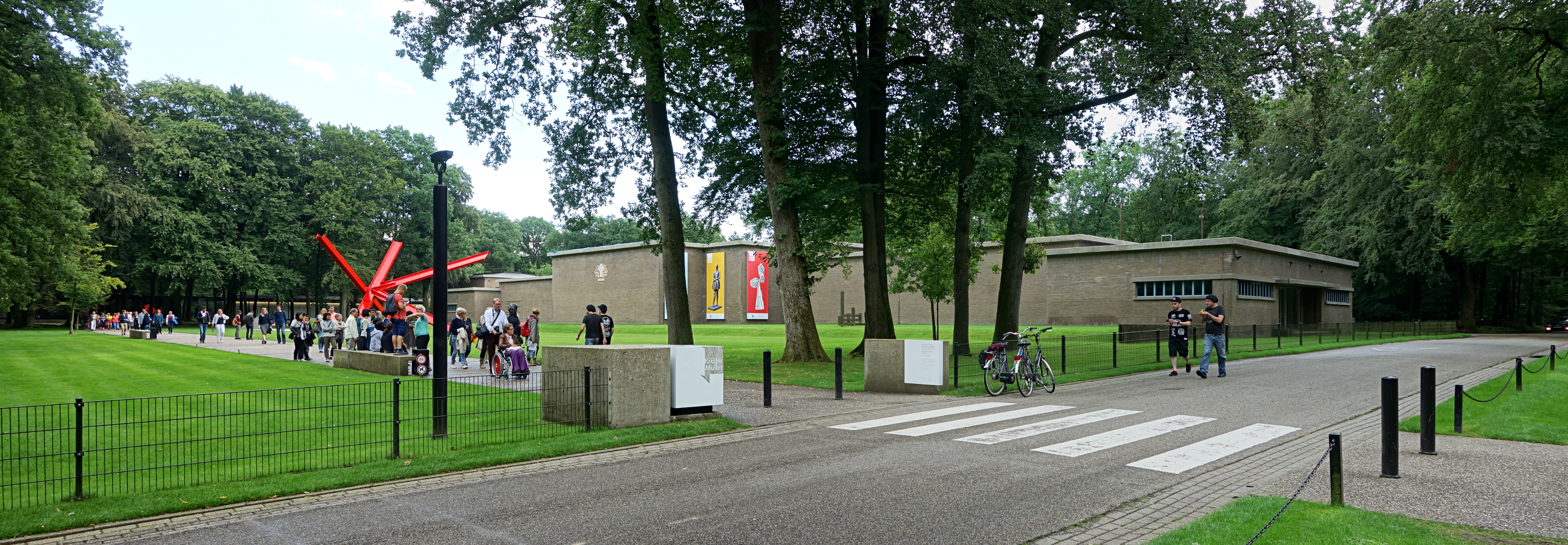
Vista do edifício original do museu, projetado pelo arquiteto Henry Van de Velde.
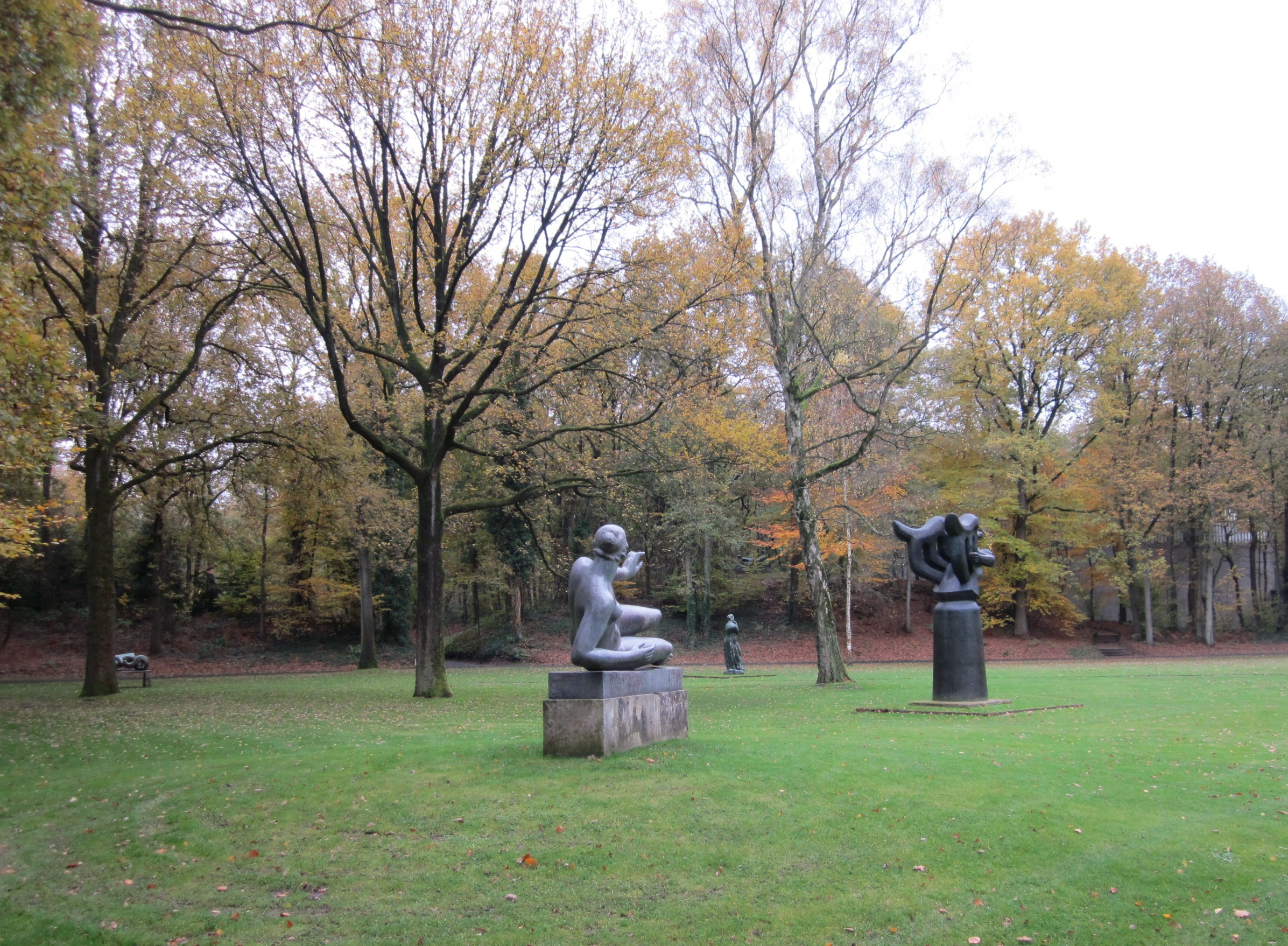
Parque de esculturas do museu.
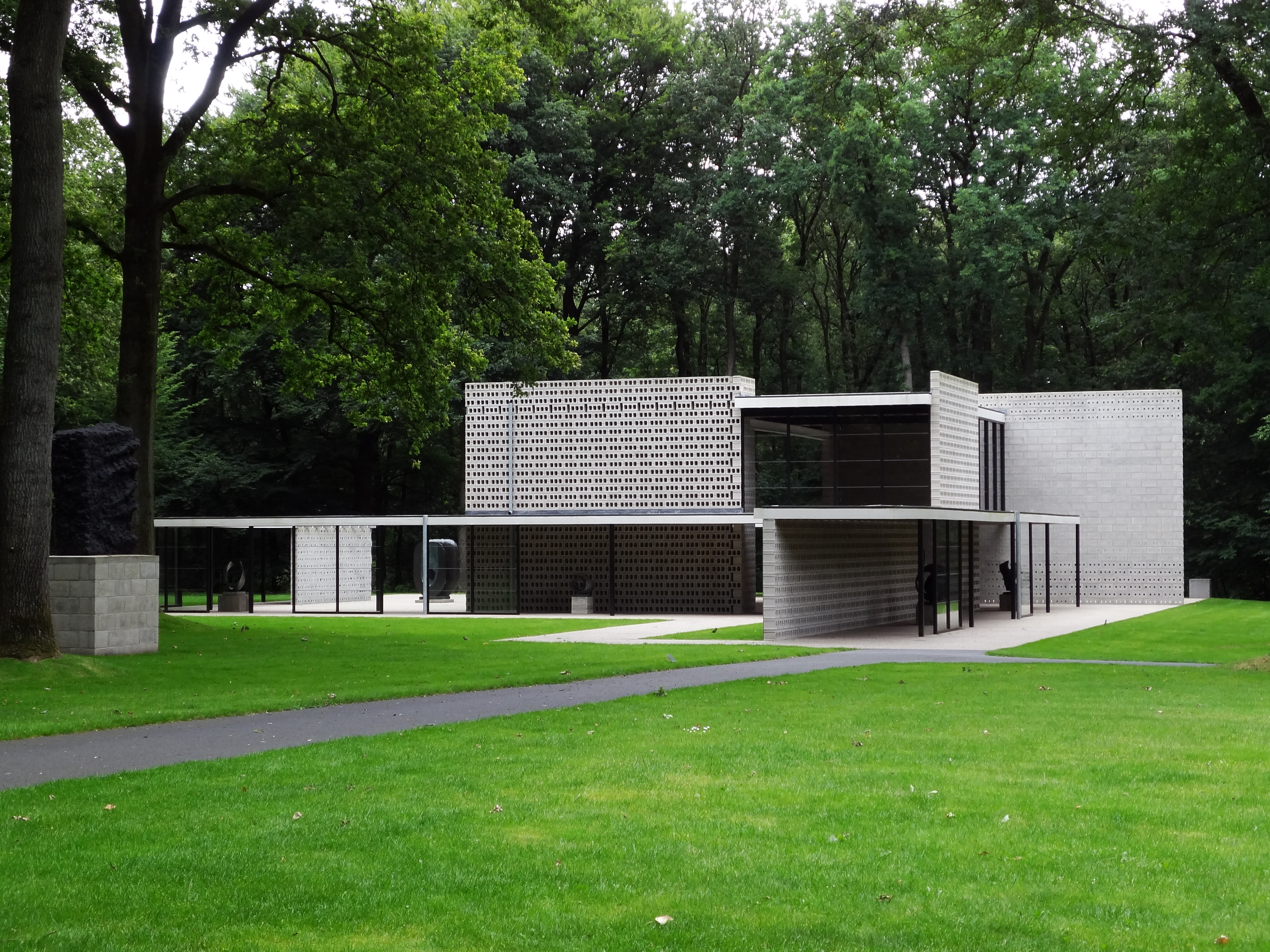
Pavilhão Rietveld, projetado por Gerrit Rietveld.